# Премуда (Задар)
Премуда (хорв. Premuda) — населений пункт у Хорватії, у Задарській жупанії у складі міста Задар.

## Населення
Населення за даними перепису 2011 року становило 64 осіб.
Динаміка чисельності населення поселення:

## Клімат
Середня річна температура становить 15,64 °C, середня максимальна – 26,31 °C, а середня мінімальна – 4,01 °C. Середня річна кількість опадів – 858 мм.
| Клімат поселення                              | Клімат поселення | Клімат поселення | Клімат поселення | Клімат поселення | Клімат поселення | Клімат поселення | Клімат поселення | Клімат поселення | Клімат поселення | Клімат поселення | Клімат поселення | Клімат поселення | Клімат поселення |
| Показник                                      | Січ.             | Лют.             | Бер.             | Квіт.            | Трав.            | Черв.            | Лип.             | Серп.            | Вер.             | Жовт.            | Лист.            | Груд.            |                  |
| Середній максимум, °C                         | 12,10            | 11,96            | 14,29            | 17,11            | 22,00            | 26,10            | 26,20            | 26,31            | 21,85            | 18,48            | 14,58            | 11,35            |                  |
| Середня температура, °C                       | 8,13             | 7,99             | 10,28            | 13,10            | 18,00            | 22,11            | 24,40            | 24,55            | 20,08            | 16,69            | 12,79            | 9,56             |                  |
| Середній мінімум, °C                          | 4,14             | 4,01             | 6,33             | 9,13             | 14,04            | 18,14            | 22,61            | 22,76            | 18,28            | 14,90            | 11,01            | 7,78             |                  |
| Норма опадів, мм                              | 73               | 60               | 60               | 63               | 58               | 57               | 32               | 54               | 96               | 107              | 109              | 89               |                  |
| Середньомісячна швидкість вітру, м/с          | 3.03             | 3.20             | 3.30             | 3.10             | 2.79             | 2.60             | 2.60             | 2.50             | 2.70             | 2.90             | 3.44             | 3.29             |                  |
| Середньомісячна сонячна радіація, кДж/м²·день | 4808             | 7670             | 11296            | 16088            | 20627            | 22669            | 24245            | 20875            | 15238            | 9826             | 5307             | 4110             |                  |
| --------------------------------------------- | ---------------- | ---------------- | ---------------- | ---------------- | ---------------- | ---------------- | ---------------- | ---------------- | ---------------- | ---------------- | ---------------- | ---------------- | ---------------- |
| Джерело:                                      |                  |                  |                  |                  |                  |                  |                  |                  |                  |                  |                  |                  |                  |